# Roßleben
Rossleben est une ancienne commune allemande de l'arrondissement de Kyffhäuser, Land de Thuringe. Depuis 2019 elle fait partie de la ville unifiée de Roßleben-Wiehe.

## Géographie
Roßleben se situe dans la vallée de l'Unstrut entre les crêtes du Ziegelrodaer Forst et du Hohe Schrecke.
| Heygendorf         | Querfurt |             |
| Kalbsrieth/Gehofen | Roßleben | Kaiserpfalz |
| Donndorf/Nausitz   | Wiehe    |             |

La commune regroupe les quartiers de Roßleben, Bottendorf et Schönewerda.

## Histoire
Roßleben est mentionné pour la première fois à la fin du IXe siècle sous le nom de "Rostenleba" dans un répertoire de la dîme pour l'abbaye d'Hersfeld. Le comte Ludwig von Wippra confie l'église Saint-André aux Augustins ; le pape Innocent II donne son accord en 1142.
En 1597, la peste fait des victimes à Roßleben. En avril 1686, un grand incendie détruit tout le village. Un nouveau grand incendie détruit une grande partie du village le 12 juin 1770.
Au début du régime nazi, un nombre d'opposants se réfugient dans le nord de la Thuringe, en particulier les personnes d'origine juive, les sociaux-démocrates, les communistes et les membres de l'Église confessante. En 1934, un groupe de résistants communistes appelé "Tras" est arrêté. Après la fondation de la RDA, des rues et des places sont baptisés à leurs noms.
Pendant la Seconde Guerre mondiale, une centaine de prisonniers de guerre de France, d'Italie, de Pologne, de Serbie et de l'Union Soviétique ainsi que des hommes et femmes de Pologne et de l'Union Soviétique sont contraints à des travaux agricoles et dans les usines. Beaucoup meurent et sont enterrés dans les cimetières locaux. Durant les marches de la mort, trois prisonniers du camp de concentration de Dora sont fusillés.
La commune s'agrandit avec l'activité de l'usine de potasse. Elle comprend mille nouveaux habitants. Avec la fin de la RDA, les Volkseigener Betrieb sont privatisés, l'usine de potasse ferme tandis que l'usine de chaussures Lingel ouvre un centre de formation.
Le 1er janvier 2019 Roßleben fusionne avec la ville de Wiehe et les communes de Donndorf und Nausitz à la nouvelle commune de Roßleben-Wiehe.

## Jumelage
- Wächtersbach,  Hesse

## Personnalités liées à la commune
Rossleben
- Christian Gottlob Rebs (1773–1843), théologien évangélique[3]
- August Nebe (1826–1895), théologien évangélique, pasteur à Roßleben
- Gustav Nebe (1835–1919), théologien évangélique
- Wilhelm Zopf (1846–1909), botaniste
- Fritz Hofmann, (1871–1927), athlète
- Hugo Launicke, (1909–1975), résistant communiste au nazisme
- Werner Heine (né en 1935), joueur de football
- Hans Meyer (né en 1942), joueur et entraîneur de football

Bottendorf
- Richard Hüttig (1908–1934), militant communiste, exécuté à la prison de Plötzensee
- Johannes Steinhoff (1913–1994), pilote de chasse de la Seconde Guerre mondiale, général après la guerre, président du comité militaire de l'OTAN (1971–1974)